# Cryptosepalum exfoliatum
Cryptosepalum exfoliatum är en ärtväxtart som beskrevs av De Wild.. Cryptosepalum exfoliatum ingår i släktet Cryptosepalum, och familjen ärtväxter.

## Underarter
Arten delas in i följande underarter:
- C. e. craspedoneuron
- C. e. exfoliatum
- C. e. pseudotaxus
- C. e. puberulum
- C. e. suffruticans